# Betoncourt-sur-Mance
Betoncourt-sur-Mance – miejscowość i gmina we Francji, w regionie Burgundia-Franche-Comté, w departamencie Górna Saona.
Według danych na rok 1990 gminę zamieszkiwały 62 osoby, a gęstość zaludnienia wynosiła 17 osób/km² (wśród 1786 gmin Franche-Comté Betoncourt-sur-Mance plasuje się na 681. miejscu pod względem liczby ludności, natomiast pod względem powierzchni na miejscu 913.).